# Égée (thème)
Pour les articles homonymes, voir Égée.
Le thème de l'Égée (en grec θέμα τοῦ Αἰγαίου Πελάγους) est une province byzantine du nord de la mer Égée créée au milieu du IXe siècle. Il est un des trois thèmes navals de l'Empire et sert principalement à fournir des navires et des troupes pour la marine byzantine, mais il sert aussi de circonscription administrative civile.

## Histoire
Le thème trouve ses origines dans la province de l'Antiquité tardive des îles qui englobait les îles du sud-est et de l'est de la mer Égée au-dessus de Ténédos. Le terme de « mer Égée » apparaît pour la première fois dans les sources comme circonscription administrative au début du VIIIe siècle quand des sceaux de plusieurs des kommerkiarioi sont attestés. Un sceau daté de 721/722 fait référence à un personnage en fonction dans les îles grecques, ce qui implique peut-être une extension de l’ancienne province aux îles de l’ouest de la mer Égée. Militairement, les îles sont sous le commandement du corps des Karabisianoi puis du thème des Cibyrrhéotes. À partir de la fin du VIIIe siècle, deux commandements apparaissent dans la mer Égée : le drongaire de la mer Égée, qui contrôle la partie septentrionale, et le drongaire du Dodécanèse ou de Kolpos, responsable de la partie méridionale. Le premier commandement qui devient ensuite le thème de l’Égée englobe les îles du nord de la mer Égée ainsi que les Dardanelles et les côtes méridionales de la Propontide, alors que le deuxième devient ensuite le thème de Samos,. Le thème de la mer Égée est créé en 843. Son stratège n’apparaît pas dans le Taktikon Uspensky de 842/843 qui recense les drongaires actifs, mais est attesté à Lesbos en 843.
Il devient un thème classique avec des fonctions civiles, fiscales et militaires, et est subdivisé en tourma et banda. Dans les Dardanelles et en Propontide, le drongaire puis le stratège partagent leur autorité avec le comte du thème de l'Opsikion. À l'image de la situation dans le thème de Samos, le comte de l'Opsikion détient probablement l'administration civile et la défense locale alors que le thème de la mer Égée est seulement responsable de l'équipement des navires. Cette idée est renforcée par le fait que les habitants du thème de l'Opsikion, et notamment les Slaves, servent en tant que fantassins de marine au Xe siècle. Les îles principales du thème sont Lesbos (la capitale du thème), Lemnos, Imbros, Ténédos et Chios (avant d'être incorporée au thème de Samos), les Sporades et les Cyclades. Selon Hélène Ahrweiler, les Cyclades sont probablement transférées au sein du thème de l'Égée quand le commandement naval du Dodekanesos/Kolpos est divisé et que le thème de Samos est créé à la fin du IXe siècle. En 911, les forces du thème sont de 2 610 marins et 400 fantassins de marine. 
La province survit jusqu'au début du XIe siècle lorsqu'elle commence à être divisée en petits commandements. Ainsi, les Cyclades et les Sporades, Chios et la région d'Abydos ont leur propre stratège. Le thème de l'Égée devient une simple province civile comprenant seulement les côtes de la Propontide et la région autour de Constantinople. À la fin du XIe siècle, ce qui reste de l'ancienne flotte thématique est intégré dans la marine impériale unifiée à Constantinople, sous la direction du mégaduc. Par la suite, au XIIe siècle, le thème de l'Égée semble avoir fusionné avec le thème de l'Opsikion, comme cela est attesté dans la Partitio terrarum imperii Romaniae en 1204.